# الجريفات (الحمراء)
الجريفات منطقة سكنية تقع في ولاية الحمراء، التابعة لمحافظة الداخلية في سلطنة عمان. يقدر عدد سكانها بـ 271 نسمة حسب إحصاء عام 2010 التابع للمركز الوطني للإحصاء والمعلومات الحكومي. رمز المنطقة هو 50440060.

## الوصلات الخارجية
- المركز الوطني للإحصاء والمعلومات، سلطنة عمان